# Chrysodinopsis basalis
Chrysodinopsis basalis är en skalbaggsart som först beskrevs av Martin Jacoby 1890.  Chrysodinopsis basalis ingår i släktet Chrysodinopsis och familjen bladbaggar. Inga underarter finns listade i Catalogue of Life.